# Звучна ретрофлексна едноударна съгласна
Звучната ретрофлексна едноударна съгласна е вид съгласен звук, използван в някои говорими езици. В Международната фонетична азбука той се отбелязва със символа ɽ. Има сходство с българския звук, обозначаван с „р“, но с по-задно и едноударно учленение.
Звучната ретрофлексна едноударна съгласна се използва в езици като бенгалски (গাড়ি, [ɡäɽiː]), пенджабски (ਘੋੜਾ/گوڑا, [kòːɽɑ̀ː]), хиндустани (बड़ा/بڑا, [bəɽäː]).